# Štolfa
Štolfa je priimek več znanih Slovencev:
- Alojz Štolfa (1886—1953), društveni in zadružni delavec, publicist
- Andrej Štolfa, konservator-restavrator knjig (NUK)
- Boštjan Štolfa, arhitekt
- Ferdinand Štolfa (1828—1890), projektant ladij
- Franc Štolfa (1932—2012), stomatolog, zbiralec materiane dediščine zobozdravstva, zgodovinar medicine
- Henrik Štolfa (1842—?), konstruktor - tehnik
- Janez Štolfa, kamnosek  (Volčji Grad)
- Josip Štolfa (1894—1966), inženir, strokovnjak za avtomobilizem in za tehnično (strojniško) terminologijo
- Matej Štolfa, kamnosek iz družine kamnosekov Štolfa (Volčji Grad)
- Milena Štolfa, agronomka (Kras)
- Milica Trebše Štolfa (1938 -), arhivistka, raziskovalka izseljenstva
- Milko Štolfa (1924—1986), novinar in založniški urednik
- Peter Štolfa, konstruktor - tehnik
- Rajko Štolfa (1927—1999), športni delavec
- Vida Štolfa (1903—2000), učiteljica, kulturna delavka (prijateljica Srečka Kosovela)
- Vladimir Štolfa (1904—1956), kapitan dolge plovbe